# NGC 3258D
NGC 3258D (другие обозначения — ESO 375-58, MCG -6-23-51, PGC 31094) — спиральная галактика с перемычкой (SBb) в созвездии Насос.
Этот объект не входит в число перечисленных в оригинальной редакции «Нового общего каталога» и был добавлен позднее.
Галактика NGC 3258D входит в состав группы галактик NGC 3223. Помимо NGC 3258D в группу также входят ещё 16 галактик.